# Salim Falahat
Scheich Salim Falahat  (arabisch سالم الفلاحات, DMG Sālim al-Fallāḥāt; * 1954 in Madaba) ist ein jordanischer Politiker.
Er ist der ehemalige Führer der Muslimbruderschaft in Jordanien. Sein Nachfolger ist seit 2008 Hamam Said.
Er war einer der 138 Unterzeichner des offenen Briefes Ein gemeinsames Wort zwischen Uns und Euch (engl. A Common Word Between Us & You), den Persönlichkeiten des Islam an „Führer christlicher Kirchen überall“ (englisch: „Leaders of Christian Churches, everywhere …“) sandten (13. Oktober 2007).

## Video
- Mavi Marmara remembered in Jordan: Sheik Salim Falahat.wmv (siehe auch Ship-to-Gaza-Zwischenfall)